# Кільпола
Кільпо́ла (рос. Кильпола, фін. Kilpolansaari) — невеликий острів у Ладозькому озері. Належить до групи Західних Ладозьких шхер. Територіально належить до Лахденпохського району Карелії, Росія.
Витягнутий із північного заходу на південний схід. Довжина 9,1 км, ширина 3,5 км.
Острів розташований між островами Пакатінсарі і Монтоссарі на півдні та Корпісарі на півночі. Найвища точка — гора Іхалівуорі (60 м). Є декілька озер (найбільше — Вітсалампі), та струмок, який стікає із західного підніжжя гори на північ, в затоку Найсмері.
В давні часи на острові знаходились поселення карелів Північного Приладожжя.
Острів майже не заселений, на заході знаходяться околиці села Тіурула, яке саме розташоване на материку. Між ними збудовано міст, розвинений відпочинок.
| Росія | Це незавершена стаття з географії Росії. Ви можете допомогти проєкту, виправивши або дописавши її. |